# Castillo de Encinas de Esgueva
El castillo de Encinas de Esgueva es una fortaleza situada en el municipio español homónimo, en la provincia de Valladolid (Castilla y León). Se encuentra cerca del embalse de Encinas de Esgueva. En la actualidad pertenece 50% a Ayuntamiento de Encinas de Esgueva y 50% a Patrimonio Nacional.

## Historia
Originalmente perteneció a la Merindad del Cerrato. Se inició su construcción en el siglo XIV, habiendo sido señores del castillo Alfonso Díez y Gonzalo Gutiérrez. El escudo de sus muros es el de los Aguilar. Se situaba en la línea defensiva del Esgueva y tenía como misión proteger la entrada al valle.
En 1850 estaba habitado y era propiedad del marqués de Lorca. 
A mediados del siglo XX el que entonces era su propietario, Cándido Moyano, lo vendió al Ministerio de Agricultura. La administración franquista, a través Servicio Nacional del Trigo, lo rehabilitó para el almacenamiento de cereal. En esta nueva función entró en servicio en 1945, formando parte de la Red Nacional de Silos y Graneros. Las instalaciones tenían una capacidad de almacenamiento de unas 1.200 toneladas. El castillo se mantuvo como almacén de cereal hasta la década de 1970.

### Actualidad
Se encuentra totalmente restaurado y vacío por dentro, ya que fue silo de cereales en el pasado. En 1994 fue cedido al Ayuntamiento de Encinas. En el periodo estival (último fin de semana de junio a primer fin de semana de septiembre) se usa para exposición temporal, cada verano cambia la exposición. Horario exposición en verano: Lunes cerrado, martes a domingo: 11:00 a 14:00 y 18:00 a 21:00. Resto del año en principio esta en desuso. Precio de la entrada la voluntad.

## Galería

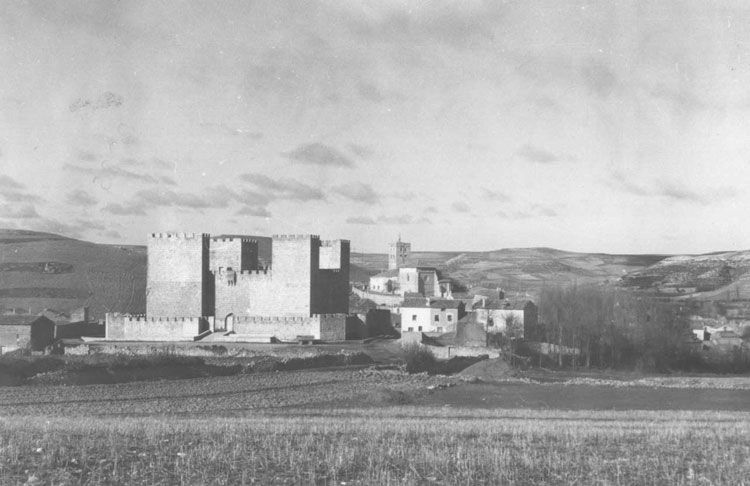
Imagen antigua del castillo.
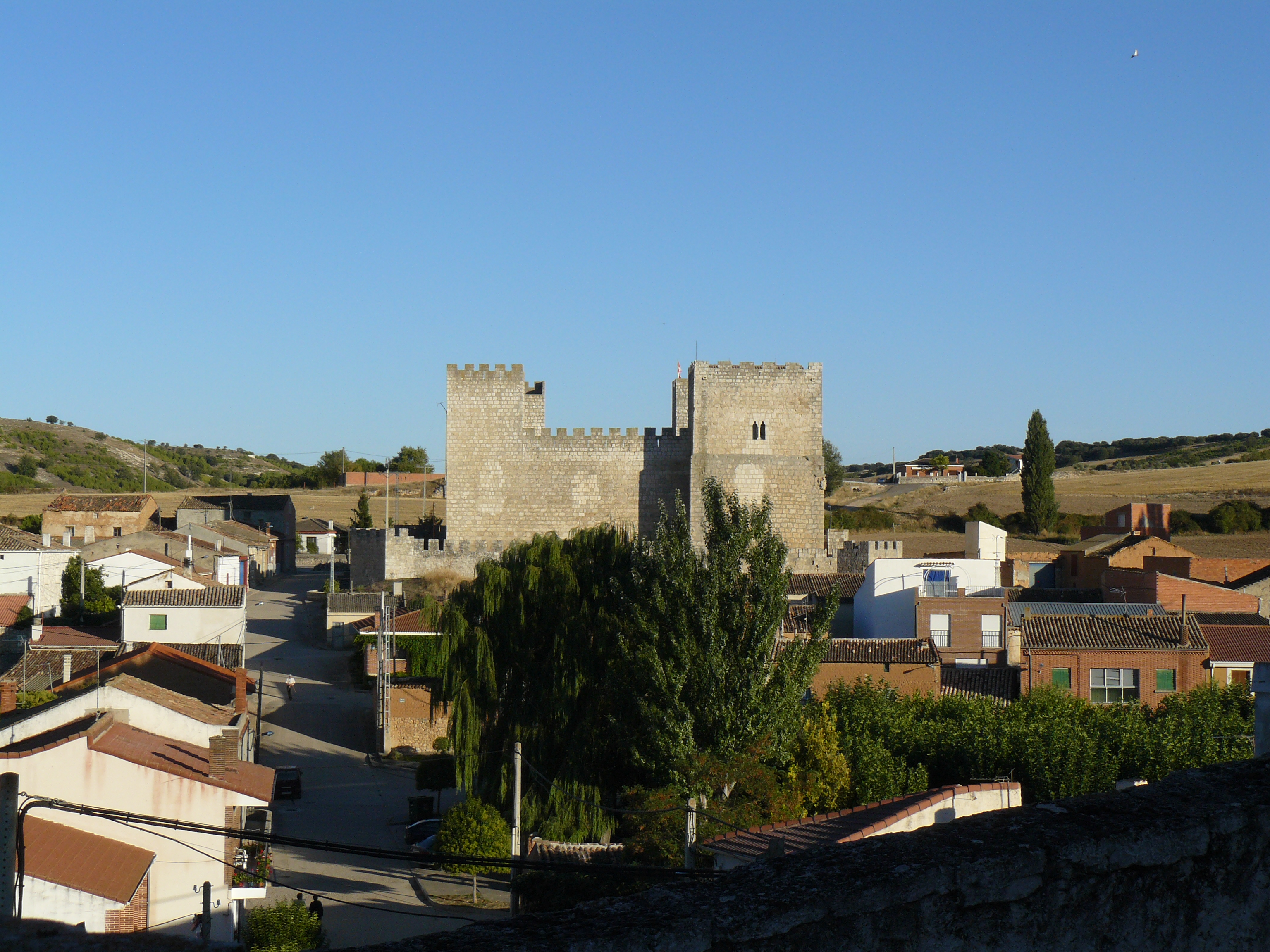
Vista del castillo.
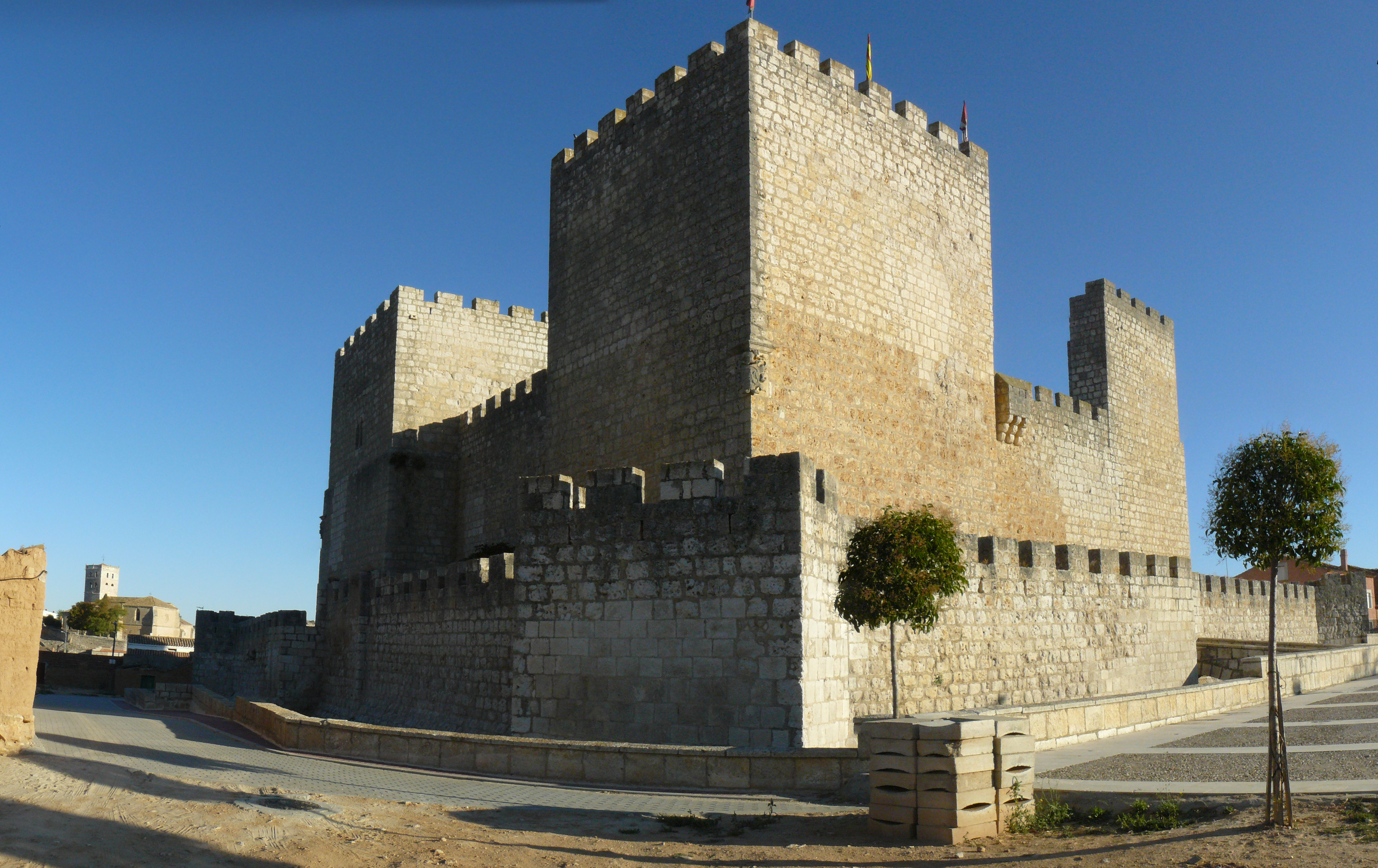
Otra vista del castillo.